# Niklas Hedl
Niklas Hedl né le 17 mars 2001 à Vienne en Autriche, est un footballeur international autrichien évoluant au poste de gardien de but au Rapid Vienne.

## Biographie

### En club
Né à Vienne en Autriche, Niklas Hedl est formé par le Rapid Vienne. Il fait ses débuts en professionnel avec l'équipe réserve du club, qui évolue en deuxième division autrichienne, jouant son premier match le 13 septembre 2020 face au FC Liefering. Il est titularisé et son équipe s'incline par trois buts à zéro. Le 8 décembre 2020, Hedl signe un contrat professionnel avec le Rapid Vienne, le liant au club jusqu'en juin 2024.
Hedl joue son premier match en équipe première lors d'une rencontre de championnat contre le SK Sturm Graz le 20 février 2022. Il est titularisé lors de cette partie où les deux équipes se neutralisent (2-2 score final).
Le 26 avril 2023, Niklas Hedl prolonge son contrat avec le Rapid Vienne, étant désormais lié au club jusqu'en juin 2027.

### En équipe nationale
Le 27 mars 2021, Niklas Hedl joue son premier match avec l'équipe d'Autriche espoirs, face à l'Arabie saoudite. Il entre en jeu, et son équipe s'impose largement sur le score de dix buts à zéro.
En novembre 2022, Niklas Hedl est convoqué pour la première fois avec l'équipe nationale d'Autriche, par le sélectionneur Ralf Rangnick. Il honore sa première sélection le 16 novembre 2022, face à Andorre. Il entre en jeu à la place de Alexander Schlager et son équipe l'emporte par un but à zéro,.
Le 7 juin 2024, il fait partie de la liste des 26 joueurs convoqués par Ralf Rangnick pour disputer l'Euro 2024. Lors de ce tournoi Hedl a un rôle de troisième gardien derrière le titulaire Patrick Pentz et Heinz Lindner, qui le devance dans la hiérarchie

## Vie privée
Niklas Hedl est le fils de Raimund Hedl (en), ancien footballeur professionnel évoluant au poste de gardien de but, et ayant notamment évolué au Rapid Vienne.